# سالم العلي السالم الصباح
الشيخ سالم العلي السالم الصباح (1926 – 12 أغسطس 2024)؛ رئيس الحرس الوطني الكويتي السابق خلال الفترة 6 يونيو 1967 حتى 12 أغسطس 2024 ، وكان عميد أسرة آل صباح الحاكمة، وهو أكبر أبناء الشيخ علي السالم الصباح. 

## ولادته ونشأته
هو سالم بن الشيخ علي بن الأمير سالم -حاكم الكويت التاسع- بن الأمير مبارك الصباح ، ووالدته هي الشيخة لولوة ناصر المبارك الصباح. ولد في الكويت عام 1926، وتلقى علوم القراءة والكتابة وحفظ القرآن على يد «الملا حمادة»، ثم على يد «الملا مرشد محمد السليمان»، وتابع تعليمه بعد ذلك في المدرسة المباركية والمدرسة الأحمدية.

## أعماله ومناصبه
- في عام 1959 عُين نائبًا لرئيس الأشغال العامة والبلدية.
- رأس المجلس البلدي من عام 1960 إلى 1963.
- في 17 يناير 1962 عين وزيرًا للأشغال العامة وذلك في أول حكومة كويتية شكلت بعد الاستقلال وإجراء انتخابات المجلس التأسيسي.
- في 28 يناير 1963 أُعيد تعيينه وزيرًا للأشغال العامة وذلك في الحكومة التي تلت انتخاب أول مجلس أمة في تاريخ الكويت، وظل على رأس الوزارة حتى استقالته في 9 نوفمبر 1964.
- في 10 نوفمبر 1964 عُين عضواً في مجلس الدفاع الأعلى.
- في 6 يونيو 1967 عُين رئيساً للحرس الوطني وشغل هذا المنصب حتى وفاته، كما كان عضو في مجلس الأمن الوطني.
- في 9 ديسمبر 2004 أصدر أمير الكويت الشيخ جابر الأحمد الصباح أمراً أميريًا بمنحه لقب «سمو».[3]
- في عام 2001 أسس جائزة لمواقع الويب سميت «جائزة الشيخ سالم العلي الصباح للمعلوماتية».

## حياته العائلية
تزوج سالم العلي الصباح:
- الشيخة العنود الأحمد الجابر الصباح.
- وضحة محمد الثنيان العدواني.
- الشيخة منيرة صباح الصباح.
- بدرية عبد الرحمن الرومي.
- دانة سعد العلي (والدة عبد الله ومبارك).

ولديه من الأولاد:
- الشيخة ألطاف.
- الشيخة نادية.
- الشيخ علي.
- الشيخ عذبي.
- الشيخة عالية. زوجة الشيخ محمد الخالد الحمد الصباح نائب رئيس مجلس الوزراء وزير الدفاع الأسبق بدولة الكويت.
- الشيخة عايدة. زوجة الشيخ صباح الخالد الحمد الصباح ولي عهد الكويت .
- الشيخة عواطف (توفيت في 26 مايو 2008).
- الشيخ فهد.
- الشيخة انتصار.
- الشيخة عبير.
- الشيخة عهود.
- الشيخ أحمد.
- الشيخ عبد الله.
- الشيخة نوف.
- الشيخ مبارك.

## أماكن سُميت باسمه
- صالة سالم العلي للأفراح (سلوى)
- صالة سالم العلي للأفراح (الجهراء)
- صالة سالم العلي للأفراح (قرطبة)
- مسجد سالم العلي.
- مركز سالم العلي للسمع والنطق.
- معسكر سالم العلي.

## مرضه ووفاته
عانى الشيخ سالم العلي من المرض مدَّة طويلة ممَّا أدى إلى غيابه الإعلامي، وانقطاعه عن ممارسة مهامِّه رئيسًا للحرس الوطني، فتولى نائبُ الرئيس إدارة شؤون الحرس الوطني. في ظهر يوم الاثنين 8 صفر 1446هـ الموافق 12 أغسطس 2024م، أعلن الديوان الأميري وفاته عن عمر ناهز الثامنة والتسعين.